# Евдокия (супруга Ираклия I)
Евдоки́я (? — 13 августа 612 года, Константинополь) — первая жена византийского императора Ираклия I.
При крещении получила имя Фабия. С детских лет была помолвлена с сыном карфагенского экзарха Ираклием. Вместе с матерью своего будущего мужа была заточена в константинопольский монастырь Нового раскаяния по приказу императора Фоки, державшего их в качестве заложниц. В обстановке всеобщего замешательства, когда Ираклий во главе карфагенского флота прибыл к Константинополю, мать и невеста Ираклия были освобождены восставшими против Фоки прасинами и переправлены в его лагерь. После свержения Фоки и коронации Ираклия I, 5 октября 610 года Фабия получила царственное имя Евдокия и была обвенчана с новым императором. От этого брака в июне 611 года родилась дочь Евдокия, а в мае 612 года — сын Константин. Они оба были коронованы во младенчестве, причём Константин с рождения считался соправителем отца.
Евдокия была больна эпилепсией и после тяжёлого приступа умерла в августе 612 года вскоре после рождения сына.